# NGC 760
NGC 760 – gwiazda podwójna znajdująca się w gwiazdozbiorze Trójkąta. Skatalogował ją Ralph Copeland 19 grudnia 1873 roku, błędnie sądząc, że to obiekt typu mgławicowego.